# Olimpíada de xadrez para mulheres de 1966
A Olimpíada de xadrez para mulheres de 1966 foi a terceira edição da Olimpíada de xadrez para mulheres organizada pela FIDE, realizada em Oberhausen, Alemanha. A equipe da União Soviética (Nona Gaprindashvili, Valentina Kozlovskaya, Tatiana Zatulovskaya) conquistou novamente a medalha de ouro, seguidos da Romênia (Alexandra Nicolau, Elisabeta Polihroniade, Margareta Perevoznic) e Alemanha Oriental (Edith Keller-Herrmann, Waltraud Nowarra, Gabriele Just).

## Quadro de medalhas
| Tabuleiro | Ouro                       | Prata                                                                               | Bronze                 |
| 1.º       | URS Nona Gaprindashvili    | ROM Alexandra Nicolau                                                               | GDR Venka Asenova      |
| 2.º       | ROM Elisabeta Polihroniade | NED Hendrika Timmer HUN Gyuláné Krizsán-Bilek ENG Rowena Bruce TCH Jana Malypetrová |                        |
| res       | URS Tatiana Zatulovskaya   | GDR Gabriele Just                                                                   | YUG Katarina Jovanović |